# Drosophila polita
Drosophila polita este o specie de muște din genul Drosophila, familia Drosophilidae, descrisă de Grimshaw în anul 1901. Conform Catalogue of Life specia Drosophila polita nu are subspecii cunoscute.